# Saison 1 de Bob's Burgers
Chronologie
Saison 2
La première saison de la série télévisée d'animation Bob's Burgers est diffusée aux États-Unis entre le 9 janvier 2011 et le 22 mai 2011 sur la Fox. Elle comporte treize épisodes.
En France, elle avait été disponible du 1er août 2017 à fin 2020 sur le service de vidéos à la demande Fox Play. Elle est disponible depuis le 16 avril 2021 sur la plateforme Disney+. Par ailleurs, elle est diffusée sur MCM depuis le 1er novembre 2018.

Au Québec, elle a été diffusée du 2 septembre 2014 au 25 novembre 2014 sur Télétoon en Version Français de France.

## Épisodes
| № | #  | Titre                                                    | Réalisation    | Scénario                          | Première diffusion                                  | Code de prod. | Audiences |
| --- | -- | -------------------------------------------------------- | -------------- | --------------------------------- | --------------------------------------------------- | ------------- | --------- |
| 1 | 1  | Bienvenue chez Bob Human Flesh                           | Anthony Chun   | Loren Bouchard et Jim Dauterive   | 9 janvier 2011 1er novembre 2017 2 septembre 2014   | 1ASA01        | 9,38      |
| Bob rouvre son restaurant et est déterminé à en faire un succès. Il réquisitionne toute sa famille : son fils, Gene, pour proposer aux passants de goûter ses hamburgers gratuitement dans la rue, sa fille ainée, Tina, pour se charger du gril et la benjamine, Louise, pour s'occuper du comptoir. La journée prend un tournant inattendu quand l'inspecteur sanitaire se pointe à cause d'une petite rumeur que Louise a lancée durant un exposé à l'école. En effet, celle-ci a prétendu que les hamburgers qu'ils vendaient étaient faits à partir de chair humaine...                           |    |                                                          |                |                                   |                                                     |               |           |
| 2 | 2  | Bob perd la boule Crawl Space                            | Kyounghee Lim  | Loren Bouchard et Jim Dauterive   | 16 janvier 2011 1er novembre 2017 9 septembre 2014  | 1ASA02        | 5,066     |
| Quand Bob apprend que les parents de Linda viennent leur rendre visite, il ne veut pas en entendre parler. Linda se donne beaucoup de mal pour que la maison soit impeccable en obligeant tout le monde à faire des efforts. Lorsqu'elle découvre une fuite au plafond, elle envoie Bob réparer la toiture. Il découvre un vide sanitaire, veut s'y cacher mais reste coincé dans un mur, laissant Linda et les enfants seuls pour distraire leurs hôtes et faire tourner le restaurant. Les efforts pour le secourir cessent lorsqu'il révèle les avoir dupés après avoir été piégé pour de vrai.     |    |                                                          |                |                                   |                                                     |               |           |
| 3 | 3  | La Vache sacrée Sacred Cow                               | Jennifer Coyle | Nora Smith                        | 23 janvier 2011 1er novembre 2017 16 septembre 2014 | 1ASA04        | 4,807     |
| Alors que Bob propose une offre spéciale pour ses hamburgers, un réalisateur de documentaires très controversés place une vache vivante à l'extérieur du restaurant de la famille pour protester contre la consommation de viande. Il le met au défi de tuer cette vache ou de la laisser vivre, avant une heure limite. Bob est embarrassé par la situation, d'autant plus que sa fille Louise le traite de meurtrier, mais la vache commence à attirer les clients et l'attention sur lui. Il se prend d'affection pour l'animal, à la surprise de tous, et le traite comme un membre de la famille. |    |                                                          |                |                                   |                                                     |               |           |
| 4 | 4  | L'Art de la capoeira Sexy Dance Fighting                 | Anthony Chun   | Steven Davis et Kelvin Yu         | 13 février 2011 1er novembre 2017 23 septembre 2014 | 1ASA06        | 4,185     |
| Tina veut s'inscrire au cours de capoeira, art martial afro-brésilien, car elle est tombée amoureuse du professeur Jairo. Elle s'exerce longuement à la maison, mais le reste de la famille trouve que ça ressemble plus à de la danse qu'à un art martial. Elle ne s'occupe plus du gril du restaurant, comme l'avait demandé son père, laissant Louise et Gene prendre le relais. Mécontent, Bob va voir le professeur de capoeira pour exiger que Tina revienne travailler avec lui, mais Jairo le force à se battre avec lui.                                                                      |    |                                                          |                |                                   |                                                     |               |           |
| 5 | 5  | Le café-théâtre qui tue Hamburger Dinner Theater         | Wes Archer     | Dan Fybel et Rich Rinaldi         | 20 février 2011 1er novembre 2017 30 septembre 2014 | 1ASA05        | 4,872     |
| Après de multiples reniements, Bob craque et laisse Linda et les enfants l'opportunité de monter une pièce de théâtre dans le restaurant. Bien que cela ait l'air de beaucoup déplaire aux clients, un événement inattendu va changer la donne. |    |                                                          |                |                                   |                                                     |               |           |
| 6 | 6  | Bob chauffeur de taxi Sheesh! Cab, Bob?                  | Jennifer Coyle | Jon Schroeder                     | 6 mars 2011 4 novembre 2017 7 octobre 2014          | 1ASA09        | 4,907     |
| Tina veut une grande fête pour ses 13 ans et comme cadeau ultime, un baiser de Jimmy Pesto Junior. Cependant, les parents des deux enfants sont rivaux et se détestent. Mais ne voulant pas décevoir sa fille, Bob va trouver un boulot à mi-temps afin de gagner assez d'argent pour lui payer une grande fête. |    |                                                          |                |                                   |                                                     |               |           |
| 7 | 7  | Une hôtesse envahissante Bed & Breakfast                 | Boohwan Lim    | Holly Schlesinger                 | 13 mars 2011 4 novembre 2017 14 octobre 2014        | 1ASA08        | 4,104     |
| Linda décide de faire louer les chambres de la famille Belcher afin de profiter de l'avantage touristique. Cependant, ils ne se comportent pas comme elle l’espérait et elle décide, pour avoir un bon colocataire, d'y inviter Teddy et de le mettre dans la chambre de Louise. Cette dernière, furieuse, réclame vengeance... |    |                                                          |                |                                   |                                                     |               |           |
| 8 | 8  | Le Festival d'art contemporain Art Crawl                 | Kyounghee Lim  | Lizzie Molyneux et Wendy Molyneux | 20 mars 2011 4 novembre 2017 21 octobre 2014        | 1ASA01        | 4,429     |
| Lors de la semaine d'art contemporain, Bob se retrouve malgré lui à accepter le fait que la sœur de Linda accroche ses peintures dans le restaurant. Pire que tout, ses tableaux représentent des anus d'animaux. Alors qu'il voulait les enlever, Bob décide finalement de les laisser afin d'embêter la présidente du conseil artistique avec qui il a eu quelques problèmes. Pendant ce temps, sous les ordres de Louise, les enfants décident de vendre leurs propres tableaux. |    |                                                          |                |                                   |                                                     |               |           |
| 9 | 9  | Qui veut des boulettes ? Spaghetti Western and Meatballs | Wes Archer     | Kit Boss                          | 27 mars 2011 4 novembre 2017 28 octobre 2014        | 1ASA10        | 4,648     |
| Bob et Gene partagent leur passion pour les films western spaghetti, ce qui rend Louise jalouse, car elle se sent exclue. |    |                                                          |                |                                   |                                                     |               |           |
| 10 | 10 | La Guerre des burgers Burger Wars                        | Boohwan Lim    | Loren Bouchard                    | 10 avril 2011 4 novembre 2017 4 novembre 2014       | 1ASA03        | 4,00      |
| Le propriétaire de Bob a été compréhensif sur le retard constant du loyer, mais le temps du paiement est arrivé. Après avoir eu vent des ennuis financiers de Bob, Jimmy Pesto affronte son ennemi mortel en introduisant des hamburgers à son propre menu. |    |                                                          |                |                                   |                                                     |               |           |
| 11 | 11 | Un week-end à la morgue Weekend at Mort's                | Anthony Chun   | Scott Jacobson                    | 8 mai 2011 11 novembre 2017 11 novembre 2014        | 1ASA11        | 4,256     |
| Mold conduit les Belcher à la morgue de Mort pour le week-end, car le restaurant est infesté de moisissures. Louise tente d'effrayer Gene et Tina qui est leur baby-sitter, tandis que Bob et Linda ont un double rendez-vous avec Mort et sa mystérieuse petite amie sur internet. |    |                                                          |                |                                   |                                                     |               |           |
| 12 | 12 | La Fête du homard Lobsterfest                            | Boohwan Lim    | Aron Abrams et Greg Thompson      | 15 mai 2011 11 novembre 2017 18 novembre 2014       | 1ASA13        | 4,66      |
| Bob est probablement la seule personne dans la ville enthousiaste à l'annonce de l'annulation de la fête du homard cette année en raison des intempéries. Il touche le pactole quand il ouvre le restaurant malgré la tempête en attirant la foule. Mais lorsque celle-ci passe et que les festivités reprennent, Bob s'y oppose et finit par souiller les réserves de beurre de la ville, s'attirant ainsi les foudres de ses habitants. |    |                                                          |                |                                   |                                                     |               |           |
| 13 | 13 | Tricher n'est pas jouer Torpedo                          | Kyounghee Lim  | Dan Fybel et Rich Rinaldi         | 22 mai 2011 11 novembre 2017 25 novembre 2014       | 1ASA12        | 4,31      |
| Bob est ravi que son héros, le joueur de baseball Torpedo Jones, apprécie ses hamburgers et fasse de la publicité pour le restaurant pendant un match, mais il a des doutes lorsqu'il se rend compte que Torpedo utilise la graisse des hamburgers pour tricher, surtout quand cela pousse Gene à tricher également lors d'une course de mascottes. |    |                                                          |                |                                   |                                                     |               |           |